# Баруунбурен
Баруунбурен (монг. Баруунбүрэн) — сомон Селенгійського аймаку, Монголія. Територія 2,9 км², населення 3,2 тис. Центр сомону Бургалтай лежить на відстані 299 км від Улан-Батора, та 215 км від міста Сухе-Батор.

## Рельєф
Хребет Бурен, до якого входить гора Бутбатин Ногоон Булан висотою 1781 м, гори висотою 1444 м Будуун, Хушуут, Асгат, Шилуустей. Значну частину території займають долини річок і річки Орхон, Селенг, Хангал, Бургалтай, Еевен. Ґрунти піщані.

## Клімат
Різкоконтинентальний клімат. Середня температура січня − 22°С, липня + 18°С. У середньому протягом року випадає 300–400 мм опадів.

## Корисні копалини, природа
Багатий на будівельну сировину, дорогоцінне каміння, мідну руду. У деяких частих болотяна рослинність. Лісисті гори. Уздовж річки Селенги — кущі. Цілющі рослини, ягоди та гриби. Водяться лосі, козулі, білки, бурундуки, дикі степові кішки-манули, рисі, корсаки, борсуки, лисиці, вовки, тарбагани, зайці.

## Економіка
Рілля під овочі та зерно, кормові рослини, птахівництво та свинарство.

## Соціальна сфера
Є школа, лікарня, торговельні центри, установи культури, стародавній монастир Амарбаясгалант, туристичні бази.